# Victor Smigelschi (profesor)
Victor Smigelschi (n. 1856 – d. 1918) a fost un profesor și canonic greco-catolic la Blaj, fratele pictorului Octavian Smigelschi, respectiv unchi al arhitectului Victor Smigelschi.
La sfârșitul sec. al XIX-lea a reeditat și adnotat Biblia de la Blaj, tradusă de Samuil Micu, noua ediție fiind cunoscută drept „Biblia lui Smigelschi”.
- În anul 1880, Victor Smigelschi a îndeplinit funcția de preot suplinitor în Racovița, Sibiu (vezi Preoții comunei Racovița).
- Victor Smigelschi a fost cofondator al publicației Unirea, care apare la Blaj, alături de episcopul Vasile Hossu, de Augustin Bunea, Alexandru Grama, și dr. Izidor Marcu, în anul 1890.